# 니이타니 마사미츠
니이타니 마사미츠(일본어: 仁井谷 正充, 1950년 2월 10일 ~ )는 일본의 사업가이자, 게임 크리에이터이다.
게임디렉터로서의 필명은 무 니이타니(영어: Moo Niitani). 본인에 의하면, 「MOO」는 제행무상의 「무」에서 닉네임을 따왔다고 한다.
『뿌요뿌요』를 개발한 컴파일 창업자로 대표이사 사장, 아이키 대표이사 사장을 역임했다. 현재는 컴파일○ 창업자로 사장직을 맡고 있다. 

## 경력・인물
미하라 시립 미하라 초등학교, 미하라 제3 중학교, 히로시마 현립 미하라 고등학교를 거쳐、히로시마 대학 이학부 7년간 재적 후 1975년 중퇴했다. 대학 시절에는 학생 운동에 몰두했다,학원 경영이나 히로시마 전철 차장 등 직장을 전전한 뒤1982년 히로시마시 미나미구 오스카초에 컴파일을 설립한다. 혼자서 PC 시스템 소프트웨어 개발을 시작해, 2년째에 세가의 OEM 일자리를 얻었다. 처음으로 개발한 게임용 소프트웨어 'N-SUB'가 호평을 받으며 당구게임 루너볼 (ルナーボール) 등 히트작을 연발했다.
1991년 창업 9년 만에 개발한 "뿌요뿌요"가 나중에 대박을 터뜨린다.최근에는 스스로 이벤트나 미디어에 자주 출연, 풍성한 무늬를 맞춘 코스프레 의상등에서도 화제를 모았다. 1996년 1월에는 사진주간지 FLASH에 알프스의 소녀 차림으로 영업하는 사진이 게재되는 등 게임업계의 명물 사장으로서 유명해졌다.
그러나 이후 컴파일은 "뿌요뿌요"에 이은 히트작을 내놓지 못한 데다 울림으로 발매된 그룹웨어 "파워액티" (パワーアクティ)가 팔리지 않아 실패했다.  또 가이힌 마쿠하리 지구에의 「푸요푸요 랜드」건설 구상에, 사원의 대량 채용에 의한 인건비·부동산비의 증대나 과대한 선전 비용의 투입 등, 니이가야의 경영 실수로 경영이 압박해, 1998년에 75억엔의 부채를 안고 도산(화의 신청)했다. 그 후도 도산을 소재로 「상심~기즈코로」로 CD 데뷔도 완수하는 등 화제에는 부족함이 없었다.
2002년에는 컴파일 두 번째 도산 (파산 선고를 받는다). 이듬해 재건은 포기하고 유한회사 아이키에 권리를 양도하자 컴파일은 해산했다.니이가야 자신도 약 90억엔의 빚을 지고 있어, 자가 파산했다.
이후 2002년부터 유한회사 아이키의 대표이사 사장으로 취임하지만, 2005년부터 게임콘텐츠 지적재산권을 D4 엔터프라이즈에 양도하고 2006년 지바지방법원으로부터 파산절차 개시, 2007년 파산 및 폐지되었다.
또 디지털 엔터테인먼트 아카데미, 요요기 애니메이션 학원에서 강사로 근무한 적이 있다. 그러나, 2009년에 디지털 엔터테인먼트 아카데미는 폐교, 요요기 애니메이션 학원의 강사도 같은 시기에 퇴임했다.
2006년, 전 데이터 이스트 사원 쿠와나 신고에 의해서, 아이디어 팩토리 주식회사의 관련 자회사로서 컴파일을 회사명에 붙인 컴파일 하트가 설립되어, 니이가 개발을 감수하는 「노-미소 코네 퍼즐 타쿠로(발표 당시의 가제)」가 발표되었다. 그러나, 동년내에 컴파일 하트에서 니이타니와의 관계 해소가 발표되어, 동작도 「노코네 퍼즐 타론」으로 개제되었다.
이 이후, 니이타니는 업계의 표무대에서 떠나고 있었지만, 2011년 2월경부터 트위터를 시작해 구래의 팬을 향해서 「MOO의 트위터 교실」이라고 제목을 붙인 중얼거림을 전개하는 등, 공개적인 활동을 재개했다. 하지만 'MOO의 트위터 교실'은 2011년 4월 2일로 얼마 지나지 않아 종료됐다.
2011년 4월 13일 19:00-20:00, 인터넷 TV 프로그램 오토나코도모라보 (オトナコドモラボ)에 출연.
2015년 10월 22일, TV도쿄 "여소에서 말하는 정자"에 출연했다. 2015년 현재 지바현 내 월세 5만엔, 2DK 아파트에 거주하며 아르바이트생으로 생계를 이어가며 혼자서 닌텐도 3DS용 게임소프트 '요기요기 여행편' 개발에 착수하고 있다고 밝혔다.
2016년 4월에는, 동작을 발매하기 위한 법인으로서 "컴파일" (등기상의 회사명은 「컴파일환 주식회사」)를 설립해, 대표이사 사장에 취임하게 된다.
동년 7월에 개최된 BitSummit 4th에 동작을 출전, 자사 부스에서 모습을 보였다. 동년 11월 16일, 전부터 개발을 진행시키고 있던 「쑥쑥 여행 편」의 전송을 개시한다. 「쑥쑥」의 홍보를 겸해 홍보 담당 아이돌 유닛 「쑥쑥24」의 멤버인 「미자키」와 함께 만담 콤비 「타닌도」를 결성.
이 「쑥쑥쑥」 발매 이벤트는 2017년 12월 5일 방송의 「진짜인가! 그 후의 인생 천재 10명 지금을 대추적 스페셜」(TV도쿄) 에, 크게 보도되었다.

## 싱글
- 『상심~기즈고코로』 (테이치쿠 엔터테인먼트, 1999년 5월 21일 발매) - 데뷔 싱글

1. 상심 (傷心)
  - 작사: 히토이가야 마사미쓰 (仁井谷正充), 작곡·편곡: 다나카 카츠키 (田中勝己)
2. 상심 (노래방)
3. 상심(일반용 멜로가 들어간 가라오케)
4. 게임하자! (ゲームしようよ!)
  - 작사: 히토이가야 마사미쓰 (仁井谷正充), 작곡·편곡: 다나카 카츠키 (田中勝己)
5. 자주빛의 시각 (茜色の時刻)
  - 작사:히토이가야 마사미쓰, 작곡·편곡: 다나카 카츠키

"상심"은 당시 발매가 예정됐던 자사 게임 "소녀R"의 주제가로 발표됐지만, 이 작품은 뒤늦게 개발 중단됐다. 이후 "상심"과 "게임하자!"는 자사 게임 "뿌요뿌요 DA!-featuring ELLENA System-" 의 시스템 BGM으로도 사용되고 있다.

## 기타 CD 출연
- 대타격 (大打撃) (1994년 12월 3일, 컴파일)
  - 「hip-house classics [bound for the Moo Moo land’94]」

원곡은 『마도 이야기 음악관』수록곡「힙하우스 - 컴파일」하지만, 인정곡의 목소리가 샘플링으로서 더해져 있다. 후에 음악 게임 「뿌요뿌요 DA!」에도 이 버전을 바탕으로 한 것이 「Hip House Compile Classix'95」로서 어레인지 수록.
- 『뿌요뿌요 DX. Complete Best Album 1』（1998년 7월 23일 다이치쿠）
  - 계속/ 옆에/ 있을게요」

니이타니가 리드 보컬을 맡은 버전. 원곡과는 일부 가사가 다르다.
  - 「MOO 사장님 충격 댓글」

니이타니 토크
- 『뿌요뿌요 통 DX. Complete 베스트 앨범 2』（1998년 9월 23일 다이치쿠）
  - 「뿌.요.뿌.요..」

타나카 카츠미의 앨범 「푸요맨」수록의 것과는 다른 버전이다.
- 『뿌요뿌요 (ぷよぷよ) SUN DX. Complete 베스트 앨범 3』（1998년 11월 21일 다이치쿠）
  - 「슬프다」

싱글판과는 다른 버전으로 일부 가사가 다르다.

## 자사 게임 출연

### 목소리 출연
자사 게임에서 성우로도 출연했었다.
- 뿌요뿌요 도리 (세가 새턴판만) - 카뱅클 (カーバンクル) 역
- 뿌요뿌요 SUN (ぷよぷよSUN)（アーケード ) 판외 복수 기종[8]） - 사탄 역

### 게임 캐릭터
- 스~파~ 수수께끼푸요 루루의 철완번성기 (す〜ぱ〜なぞぷよ通 ルルーの鉄腕繁盛記) (슈퍼 패미컴) - 캠페인 기획의 숨은 캐릭터 「MOO 인정곡」으로 등장
- 싸워라!! 키타데만 (戦え!!北出マン)（윈도우 95 / 디스크 스테이션 Vol.17·18 수록） - 게임 내에 등장하는 동명의 회사 컴파일 사장 MOO 인정곡으로 등장

## 기타 출연

### 텔레비전
- 아침까지 코골이단 스페셜 어머-1 그랑프리 2017（2017년 12월 29일 TBS）[9] - 미야기와 함께 코미디 콤비 '타닌도'로 출연

### 웹 텔레비전
- 예능 개척 예능 일촌이 가다 (バラエティ開拓バラエティ日村がゆく)（2017년 12월, 아베마TV）#34 - 미챠키와 함께 코미디 콤비 「타닌도」로 출연[10][11]

## 같이 보기
- 주식회사 컴파일 - 1982년 설립 당시부터 대표이사 사장을 맡고 있었다. 2002년 해산, 2003년 파산, 2004년 파산 폐지.
- 유한회사 아이키 (アイキ) -2002년 설립 이후 2004년보다 대표 이사 사장을 맡고 있었다.2006년 파산, 2007년 파산 폐지.
- 컴파일환 (コンパイル丸) 주식회사 - 2016년 설립 때부터 대표이사 사장을 맡고 있다.
- 주식회사 D4엔터프라이즈 (D4エンタープライズ)- 2005년 11월 이후 과거의 컴파일 및 아이키가 소유하고 있던 지적재산권·영업권을 승계하고 있다.
- 주식회사 컴파일 하트 (コンパイルハート) - 2006년 6월 창업시에 니이가야 마사미쓰와 감수 계약을 맺고 있었다.2006년 12월에 계약해지. 2010년 10월 이후, D4 엔터프라이즈의 라이센시로서 「컴파일」의 뿌요뿌요 시리즈를 제외한 컨슈머 게임 소프트의 영업권을 취득했다.
- 주식회사 세가 홀딩스 (セガホールディングス) -1998년 3월에 「뿌요뿌요」시리즈의 지적 재산권·영업권을 취득한 주식회사 세가(후의 주식회사 세가 게임스)로부터 인계받아 2015년 4월 이후 동시리즈의 지적 재산권·영업권을 보유하고 있다.